# Hotel Ryugyŏng
Hotel Ryugyŏng (kor. 류경호텔), hotel Rjugjong, Budynek 105  – wieżowiec hotelowy w Pjongjangu w stolicy Korei Północnej. Jego nazwa pochodzi od jednej z historycznych nazw miasta (ryugyŏng po koreańsku znaczy „Wierzbowa Stolica”). Liczący 105 pięter budynek przy wysokości 330 m (był pierwszym obiektem poza Nowym Jorkiem i Chicago mającym więcej niż 300 m) i powierzchni użytkowej 360 000 m² jest najlepiej widocznym budynkiem w panoramie miasta oraz największą i najwyższą konstrukcją w kraju.
Budowa rozpoczęła się w 1987, a przerwano ją w 1992 roku. Gdyby został on ukończony w terminie, stałby się siódmym pod względem wysokości budynkiem na świecie (w 2006 roku był 37, jeśli wliczyć go do rankingu ukończonych budynków) oraz najwyższym hotelem świata. Jeśli zostanie oddany do użytku, stanie się drugim pod względem wysokości hotelem świata (po Rose Tower w Dubaju), lecz dotychczas pozostaje nieukończony i niezamieszkany. Od porzucenia budowy w 1992 do kwietnia 2008, kiedy to po 16 latach przerwy wznowiono prace, pozostawał nietknięty, co dawało mu pierwsze miejsce w rankingu zarówno wysokości, jak i wielkości wśród budynków, których budowę kiedykolwiek przerwano.

## Projekt

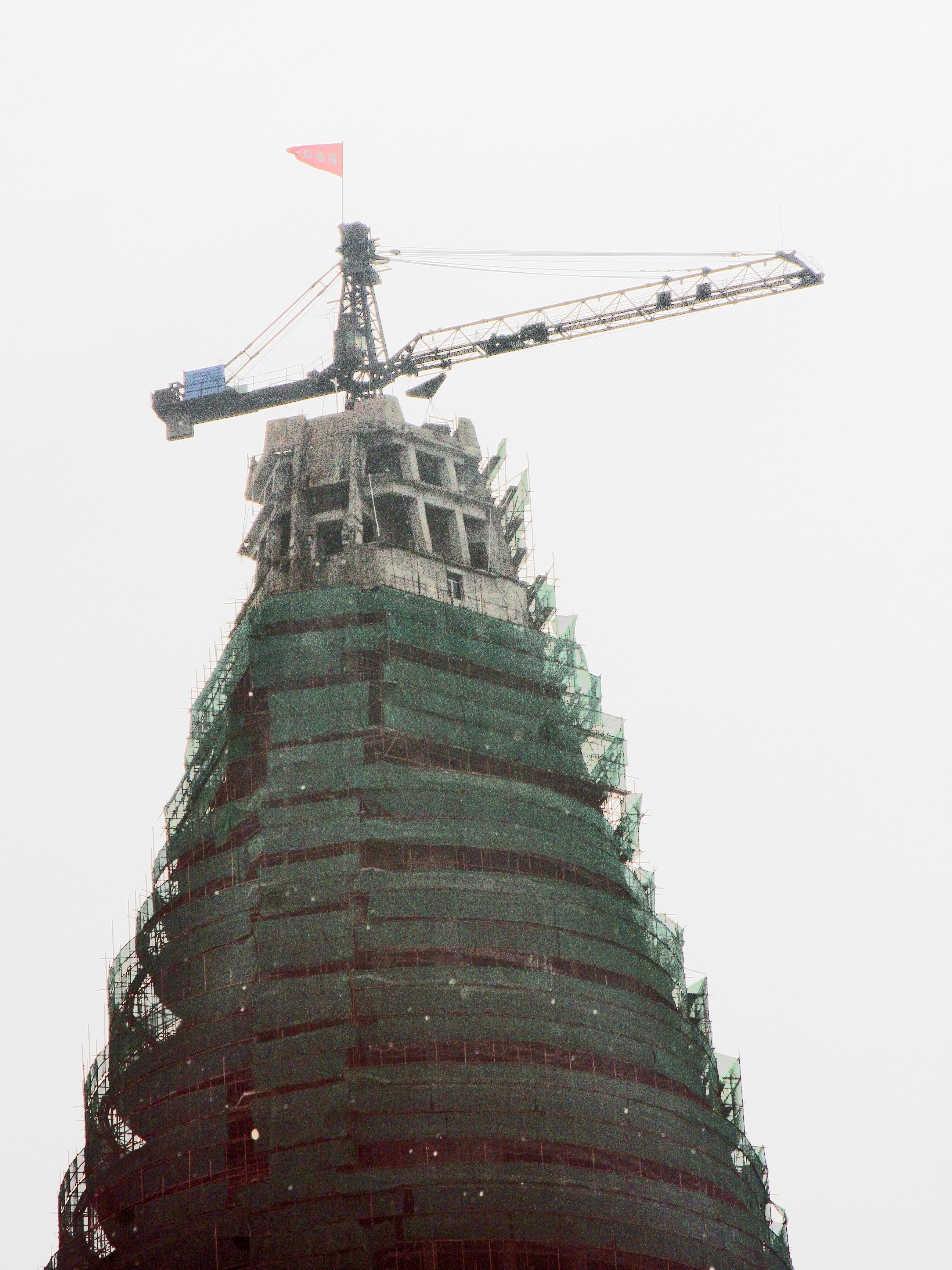
Wygląd szczytu we wrześniu 2008

Żelbetowa konstrukcja składa się z trzech skrzydeł o wspólnej krawędzi. Każde z nich ma 100 m długości i 18 m szerokości, a kąt rozwarcia górnego wierzchołka wynosi 30°. Na samej górze znajduje się duża 40-metrowa okrągła struktura zawierająca 8 obrotowych pięter, nad którą góruje 6 ostatnich, nieruchomych poziomów. Hotel otaczają liczne pawilony, ogrody i tarasy.
Przez długi czas w oficjalnych rejestrach podawano, że budynek ma 300 m wysokości. Dopiero pomiary przeprowadzone w 2003 przez Council on Tall Buildings and Urban Habitat skorygowały te błędne dane – ostateczną wysokość hotelu oszacowano w 2003 na 330 m.

## Historia
Plan budowy 105-piętrowego hotelu w Pjongjangu (ściślej w Sŏjang-dong w dzielnicy Pot’onggang) był rzekomo zimnowojenną odpowiedzią na ukończenie przez południowokoreańską firmę, SsangYong Group, prac nad hotelem Stamford w Singapurze rok wcześniej. Północnokoreańscy przywódcy wyobrażali sobie ten projekt jako kanał dla zachodnich inwestorów chcących wejść na północnokoreański rynek. Powołano specjalną firmę – Ryugyong Hotel Investment and Management Co. – mającą przyciągnąć zagraniczny kapitał, mogący wynieść, jak szacowano, 230 milionów dolarów. Reprezentant północnokoreańskiego rządu obiecywał inwestorom warunki nawet nie do końca zgodne z oficjalną ideologią kraju: mieliby oni możliwość otwierania kasyn, klubów nocnych i centrów handlowych, gdyby tylko chcieli to zrobić. Na decyzję o budowie hotelu mógł też mieć wpływ zwiększony napływ turystów w związku z Letnimi Igrzyskami Olimpijskimi w Seulu w 1988.

### Budowa i jej przerwanie

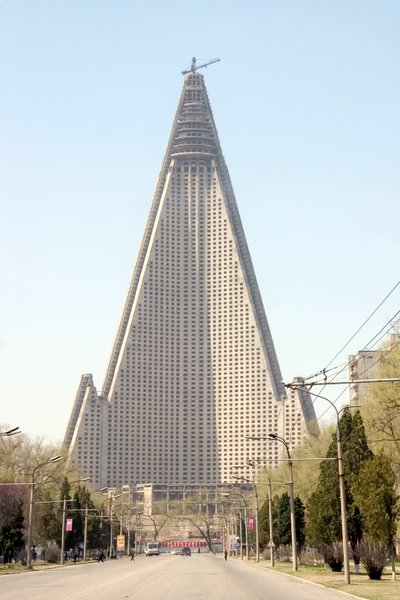
Wygląd hotelu w latach 1992–2008

Budowę przypominającego piramidę hotelu rozpoczęła w 1987 firma Baekdu Mountain Architects & Engineers. Hotel naniesiono na mapy i umieszczono na znaczkach pocztowych, nim był nawet w połowie ukończony. Otwarcie dla klientów 3000 pokojów i siedmiu obrotowych restauracji zaplanowano na czerwiec 1989 na Światowy Festiwal Młodzieży i Studentów, ale problemy z technologią budowlaną i materiałami spowodowały opóźnienie. Japońskie gazety szacowały koszt budowy na 750 milionów dolarów – 2% PKB Korei. W 1992 roku, głównie z braku funduszy, a także w związku z problemami z elektrycznością i panującym w kraju głodem, wstrzymano budowę. W 2008, po wznowieniu budowy, administracja koreańska przyznała, że konstrukcję wstrzymano z braku pieniędzy.  Mimo że stan surowy budynku został osiągnięty, zanim wstrzymano prace w 1992, przez 16 lat hotel stał opuszczony bez wstawionych okien, zamontowanych instalacji oraz wyposażenia. Przez ten czas północnokoreański rząd próbował znaleźć inwestora, który za około 300 milionów dolarów dokończyłby i zmodernizował hotel. Na oficjalnych zdjęciach Pjongjangu często pokazuje się budynek oświetlony w nocy, ale jest to tylko propagandowy fotomontaż.
Hotel jest tak duży, że pozostaje widoczny z praktycznie każdego punktu w mieście, lecz trudno nakłonić któregokolwiek z mieszkańców do rozmowy na jego temat, z uwagi na groźbę represji. Często postrzegany jest jako metafora charakteru państwa północnokoreańskiego. Były reporter CNN, Mike Chinoy, porównał hotel do wielkiej narośli z prawej strony karku Kim Ir Sena. Tak jak hotel, który usunięto z map i znaczków, była ona dobrze widoczna mimo prób maskowania ze strony władz, jak nakaz fotografowania wodza tylko z lewej strony.
Magazyn Esquire nazwał budynek „najgorszą budowlą w historii ludzkości”, podkreślając, że rząd Korei wymazał go nawet ze zdjęć. Nazwał całe przedsięwzięcie jego budowy kolosalną ekonomiczną porażką, przyrównując stan hotelu do tego, co mogłoby się stać, gdyby budowę chicagowskiego John Hancock Center porzucono bez żadnych perspektyw na ukończenie.
Christian Science Monitor nazwał hotel „jednym z najdroższych białych słoni w historii świata”.
Witryna orientalarchitecture.com zwraca uwagę na znaczące podobieństwo projektu do opisanej przez George’a Orwella w książce Rok 1984 siedziby Ministerstwa Prawdy, instytucji zajmującej się okłamywaniem obywateli.
Z upływem czasu do wieżowca przylgnęły określenia „hotel Fatum,” „hotel Widmo”, „Fantomowa Piramida”.

### Wznowienie prac
Przebywający w Korei cudzoziemcy zauważyli, że w kwietniu 2008, po 16 latach przerwy w budowie, egipska firma Orascom Group przystąpiła do odnawiania najwyższych pięter budowli. W oknach remontowanych pięter pojawiły się szyby, a na szczycie budynku zamontowano antenę telekomunikacyjną. Jedna ze spółek podporządkowanych Orascom Group potwierdziła wykorzystanie hotelu w rozbudowywanej infrastrukturze GSM na terenie kraju. Operator założył, że sieć będzie mogła obsłużyć początkowo 100 000 abonentów.
We wrześniu 2008 jeden z wysoko postawionych przedstawicieli władz zapewniał, że hotel zostanie ukończony do 2012 – setnej rocznicy urodzin Kim Ir Sena. W tym samym czasie firma Orascom przyznała, że celem realizowanego przez nią projektu jest nadanie budowli nieco mniej odstraszającego wyglądu.
22 grudnia 2008 w Internecie ukazały się nowe fotografie hotelu, na podstawie których można stwierdzić, że rozpoczęto wstawianie okien na całej wysokości budowli oraz zakryto szczytowe piętra budynku siatką zabezpieczającą.
Oddanie hotelu do eksploatacji zaplanowano na połowę roku 2013, a jego operatorem miała zostać niemiecka sieć hotelowa Kempinski. Ostatecznie decyzja o otwarciu hotelu przez sieć Kempinski została wstrzymana w marcu 2013.
Od 2016 przy hotelu systematycznie toczą się prace, a latach 2018–2019 jedna z elewacji zamieniła się w wielki ekran utworzony ze świateł LED umieszczonych na elewacji, między oknami pokoi, a także pojawiło się logo. Brak jest jednak dowodów na to, czy prace wykończeniowe toczą się w środku budynku, czy wykończony został z zewnątrz jedynie w celach propagandowych (jako zawsze widoczny dla turystów).

## W kulturze masowej
- Hotel pełnił rolę kwatery głównej Dong Hwangbo, jednego z przeciwników w grze Mercenaries: Playground of Destruction, wydanej na platformy Sony PlayStation 2 oraz Xbox.
- Hotel znalazł się na okładce albumu muzycznego С крыш наших домов autorstwa zespołu Molchat Doma, wydanego w 2017 roku[26].

## Ocena i krytyka
Włoski architekt Stefano Boeri nazwał hotel Ryugyŏng „jedynym fragmentem fantastyki naukowej we współczesnym świecie”.
Wieżowiec wielokrotnie został skrytykowany przez ekspertów. Krytyk architektoniczny Eva Hagberg na łamach The Daily Telegraph po raz pierwszy użyła sformułowania „najgorszy budynek na świecie”.